# COT Rubens dos Santos
O Centro Oficial de Treinamento (COT) Rubens dos Santos popularmente conhecido como COT do Pari é um centro de treinamento de futebol em construção na cidade de Várzea Grande, no estado de Mato Grosso. Concebido de acordo com todas as exigências da FIFA, seria destinado ao treino das seleções da Copa do Mundo FIFA 2014 que jogariam em Cuiabá, mas por conta dos atrasos, apenas outro COT no campus da UFMT serviu esse propósito.  Sua inauguração esteve planejada para algum momento de 2016, atualmente está com 69, 2 % de sua conclusão. Recebeu esse nome em homenagem ao jornalista e empresário Rubens dos Santos, fundador do Clube Esportivo Operário Várzea-Grandense popular "CEOV", o primeiro clube de futebol do município. O projeto teve sua capacidade de público inicial estimada em 3.000 pessoas e depois do evento se elevaria para 10.000 espectadores. Com investimento inicial estimado em R$ 25 milhões de reais, durante seu período de construção recebeu aditivos ao seu valor inicial estimado em R$ 31 milhões de reais, após a sua conclusão servirá como o primeiro estádio da cidade.

## O projeto
O projeto do COT-Barra do Pari apresenta uma infra-estrutura de um estádio e com adaptação ao clima local com conceito sustentável e flexível para multiúso.
O centro terá capacidade para 3,000 mil pessoas, porém como será feito com placas de pré-moldados poderá estar atendendo assim a necessidade do futebol local.
A área prevê estacionamento para 250 vagas. As arquibancadas – todas cobertas e com assentos - estarão divididas em níveis. Haverá camarotes e espaço de imprensa. 
Isso permitirá maior proximidade do público com o campo e jogadores. O futuro centro de treinamento também terá áreas específicas como vestiários, camarotes, longe, salas de musculação, fisioterapia, alojamentos, lavanderia, cozinha, refeitório e restaurante.
O complexo está sendo construído, na região da Barra do Pari, e estará a uma distancia até o estádio Arena Pantanal de aproximadamente 2,7 km.

## Histórico
Idealizado pela Ginco Empreendimentos em contrapartida para realização da copa do mundo em Cuiabá em 2014, tanto o projeto e a área de 52 mil m² na região da Barra do Pari foram doados pela empresa, entre os aspectos estão a adequação as normas da ABNT (Associação Brasileira de Normas Técnicas), quanto a acessibilidade a cadeirantes, idosos, cegos, surdos, mudos e obesos.
As obras da Barra do Pari tiveram diversos problemas, como falta de repasse financeiro, greve de funcionários e mudanças de projeto. Sua data original de entrega era outubro de 2013. Acabou postergado para maio de 2014, quando ocorreu uma greve dos operários que atrasou ainda mais. Em julho acabou ocorrendo nova greve, empurrando a possível entrega do COT para outubro de 2014. Os atrasos levaram o  Operário a mudar um jogo da Série D da Barra do Pari para a Arena Pantanal. Os custos totais partiram da estimativa inicial de R$26 milhões para R$31 milhões ao fim de 2014.
Após a mudança de governo nas Eleições estaduais em Mato Grosso em 2014, as obras do COT Barra do Pari foram paralisadas com a chegada de 2015. Quando funcionários da prefeitura e do Operário entraram para limpar o local e cortar a grama, a empresa responsável pela obra, Engeglobal, entrou no local e proibiu a finalização dos serviços.
Uma reavaliação do projeto em março estimou que certos aspectos que exigiriam gastos altos serão alterados visando facilidades na operação.
Eventualmente o governo optou por dar duas novas finalidades ao COT: o estádio seria usado para treinamentos da  setor de segurança pública -  polícia militar e bombeiros - 
 e o CT inacabado seria transformado em um centro Paralímpico, trocando o gramado por quadras e piscinas. O Operário protestou, já que seria beneficiado com um estádio próprio em sua cidade.
Em julho de 2018 o juiz Roberto Teixeira Seror da 5° Vara Especializada da Fazenda Pública de Cuiabá determinou que o Governo de Mato Grosso de continuidade ao contrato de construção do centro de treinamento, na visão do magistrado “É mais vantajosa a continuação do contrato do que interromper tudo e recomeçar do zero. Isso viria em desfavor do próprio poder público”. Responsável pela construção, a Engeglobal alegou prejuízo de R$ 48 milhões de reais. A Secretaria de Cidades a época com sua equipe multidisciplinar, está realizando um inventário dos produtos furtados, mal aplicados e danificados e que próximo de sua conclusão fará uma nova tratativa com a construtora.